# Neodrasterius hisamatsui
Neodrasterius hisamatsui is een keversoort uit de familie kniptorren (Elateridae). De wetenschappelijke naam van de soort is voor het eerst geldig gepubliceerd in 1964 door Ôhira & Satô.